# Le Messager FC
Le Messager FC es un equipo de fútbol de Burundi que milita en la Primera División de Burundi, la liga de fútbol más importante del país.

## Historia
Fue fundado en el año 2002 en la ciudad de Rumonje junto a otro club del mismo nombre de la capital Buyumbura, y lograron el ascenso a la Primera División de Burundi por primera vez en la temporada 2011/12 luego de que en la final de la Segunda División de Burundi vencieran al Wazee FC.
En la temporada 2013/14 consiguieron llegar a la final de la Copa de Burundi, la cual perdieron en penales ante el LLB Académic, equipo que en esa temporada ganó también la liga, por lo que clasificó por primera ocasión a un torneo internacional, a la Copa Confederación de la CAF 2015, en donde fueron eliminados en la ronda preliminar por el Benfica de Angola.
En la temporada 2017-18 lograron ganar su primer título de liga y clasificaron por primera vez a la Liga de Campeones de la CAF, donde fueron eliminados en la ronda preliminar por el Ismaily SC de Egipto.

## Palmarés
- Primera División de Burundi: 2

2017/18, 2019/20
- Segunda División de Burundi: 1

2011/12
- Copa de Burundi: 1

2015/16
- - Finalista: 1

2013/14
- Copa de la Unidad: 1

2017

## Participación en competiciones de la CAF
| Temporada | Torneo                       | Ronda      | Club            | Casa | Visita | Global |
| --------- | ---------------------------- | ---------- | --------------- | ---- | ------ | ------ |
| 2015      | Copa Confederación de la CAF | Preliminar | Benfica         | 0-1  | 0-2    | 0-3    |
| 2017      | Copa Confederación de la CAF | Preliminar | KVZ SC          | 3-0  | 1-2    | 4-2    |
| 2017      | Copa Confederación de la CAF | 1          | ZESCO United FC | 2-2  | 0-2    | 2-4    |
| 2018/19   | Liga de Campeones de la CAF  | Preliminar | Ismaily SC      | 0-1  | 1-2    | 1-3    |